# Зимний треугольник

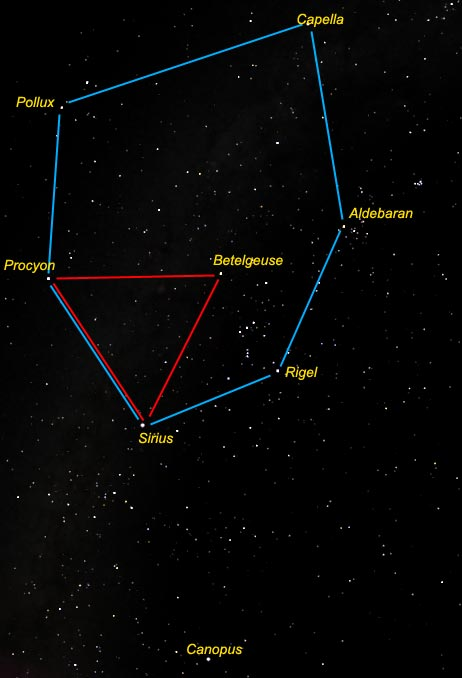
красный цвет = зимний треугольник, синий цвет = зимний круг

Фотография зимнего треугольника. Снизу — Сириус, слева — Процион, справа — Бетельгейзе и созвездие Ориона.

Зи́мний треуго́льник — астеризм в экваториальной части неба. В Северном полушарии лучше всего виден зимой (также практически виден всю осень под утро и ранней весной). Состоит из ярких звёзд — Сириус (α Большого Пса, −1,46m), Процион (α Малого Пса, 0,38m), Бетельгейзе (α Ориона, 0,5m).
Иногда к астеризму добавляют ещё две звезды — дзету Кормы и альфу Голубя, в этом случае получается Египетский крест.